# Onicofàgia
Onicofàgia és l'hàbit crònic de mossegar-se o rossegar-se les ungles. Els mossegadors d'ungles solen mossegar fragments de les cutícules o irregularitats de les ungles, per tal que les ungles quedin regulars i llises, encara que en formes greus del trastorn es pot arribar a provocar destrucció important de les ungles.
Normalment comença durant la infància o la primera edat adulta. S'estima que entre el 28% i el 33% dels xiquets entre 7 i 10 anys, i al voltant del 45% dels adolescents es mosseguen, almenys ocasionalment, les ungles. Als 18 anys la freqüència d'aquest comportament disminueix; no obstant això, pot persistir fins a l'edat adulta en alguns individus.
Segons la Classificació Internacional de Malalties,10a revisió (CIM-10), l'onicofàgia es classifica dins l'apartat ”Altres trastorns emocionals i del comportament que solen iniciar-se a la infància i l'adolescència” (codi F98.8).

## Causes
Mossegar-se les ungles pot produir-se en moments d'estrès o d'ansietat amb la finalitat de calmar-se. En alguns casos, les mossegades de les ungles van precedides de sensació de tensió, i aquesta tensió pot augmentar amb l'intent de resistir l'impuls de mossegar-se les ungles, de forma similar al que succeeix en altres conductes compulsives. Es considera que l'onicofàgia, almenys en part, està relacionada amb trastorns emocionals i d'ansietat, amb el trastorn obsessiu-compulsiu, o en associació amb l'ansietat com a tret de personalitat.
La mossegada de les ungles també s'ha descrit com una forma d'autoestimulació quan la persona es mossega les ungles mentre està avorrida o inactiva.
Per algunes persones, mossegar-se les ungles és un comportament automàtic, que es fa sense pensar-hi, sobretot quan es dediquen a altres activitats, com ara llegir o mirar la televisió. Per altres individus, l'onicofàgia és una activitat conscient i intencionada, de vegades amb la intenció de tenir les ungles perfectes i regulars. Algunes persones intenten mossegar qualsevol irregularitat de les ungles i continuen amb aquest comportament independentment del malament que quedin les ungles després.

## Complicacions
Més enllà de la pròpia destrucció o malformació de les ungles, l'onicofàgia pot comportar altres complicacions físiques com infeccions fúngiques o bacterianes de la placa unguial i de la pell circumdant (paroníquia), problemes dentals (erosió de les dents, maloclusió, resorció de les arrels de les dents i destrucció alveolar) i dolor i disfunció de les articulacions temporo-mandibulars.
També pot comportar conseqüències de caràcter psico-social per la vergonya, el patiment emocional o la interferència social.

## Tractament
El tractament de l'onicofàgia depèn de la gravetat de l'hàbit. No és necessari cap tractament específic per a una onicofàgia lleu, ja que sovint un nen supera l'hàbit espontàniament. Es recomana mantenir les ungles curtes i netament retallades, cuidades o cobertes per minimitzar la temptació de mossegar-se les ungles. L'aplicació de compostos de gust amarg a les ungles per dissuadir la mossegada de les ungles és controvertida i poc eficaç.
En casos severs pot estar indicat un tractament psicològic de modificació del comportament, o l'aplicació d'ortesis dentals.
Quan l'onicofàgia és una manifestació d'un trastorn psiquiàtric caldrà orientar el tractament a la causa subjacent.